# Pteraspis
Lo pteraspide (gen. Pteraspis) è un vertebrato primitivo, appartenente alla classe estinta degli eterostraci (Heterostraci). I suoi resti si rinvengono principalmente negli strati del Devoniano inferiore (circa 400 milioni di anni fa) in Europa, Asia e Nordamerica.

## Un "naso" corazzato
La regione cefalica di questo "pesce" primitivo, lungo circa 25 centimetri, era appiattita e ricoperta di spesse piastre ossee, che senza dubbio derivavano dalla fusione di numerose scaglie; vi era una piastra dorsale nel mezzo, una sul muso (rostrale, che gli conferiva un profilo "nasuto"), una a ricoprire il ventre e una serie di piastre più piccole sui fianchi. Tutte le piastre erano ricoperte di sottili canali collegati probabilmente agli organi di senso.

## Uno scudo multifunzione
Sul dorso erano presenti varie spine, la prima delle quali di notevole lunghezza, che agiva sia come difesa che come pinna dorsale. Altre due espansioni laterali dello "scudo" funzionavano come alettoni. Il lungo rostro aiutava lo pteraspide nel nuoto, e lo rendeva uno degli eterostraci più idrodinamici. La bocca, posta in posizione ventrale, era circondata da piccole placche che forse aiutavano l'animale nel cibarsi sui fondali o in superficie. Gli occhi erano piccoli e laterali, mentre la coda, dal lobo inferiore notevolmente sviluppato, era molto utile per spingersi verso l'alto e allontanarsi dal fondale. Il robusto carapace osseo, che sostanzialmente ricopriva tutta la metà anteriore dello pteraspide, era di notevole protezione contro i predatori come gli euripteridi, ma poteva essere anche un'importante riserva di fosfato nei momenti di scarsità alimentare.
I resti fossili di questo animale sono comuni nei depositi marini e d'acqua dolce del Devoniano noti come "arenarie rosse antiche". La specie più nota è Pteraspis rostrata.

## Galleria d'immagini

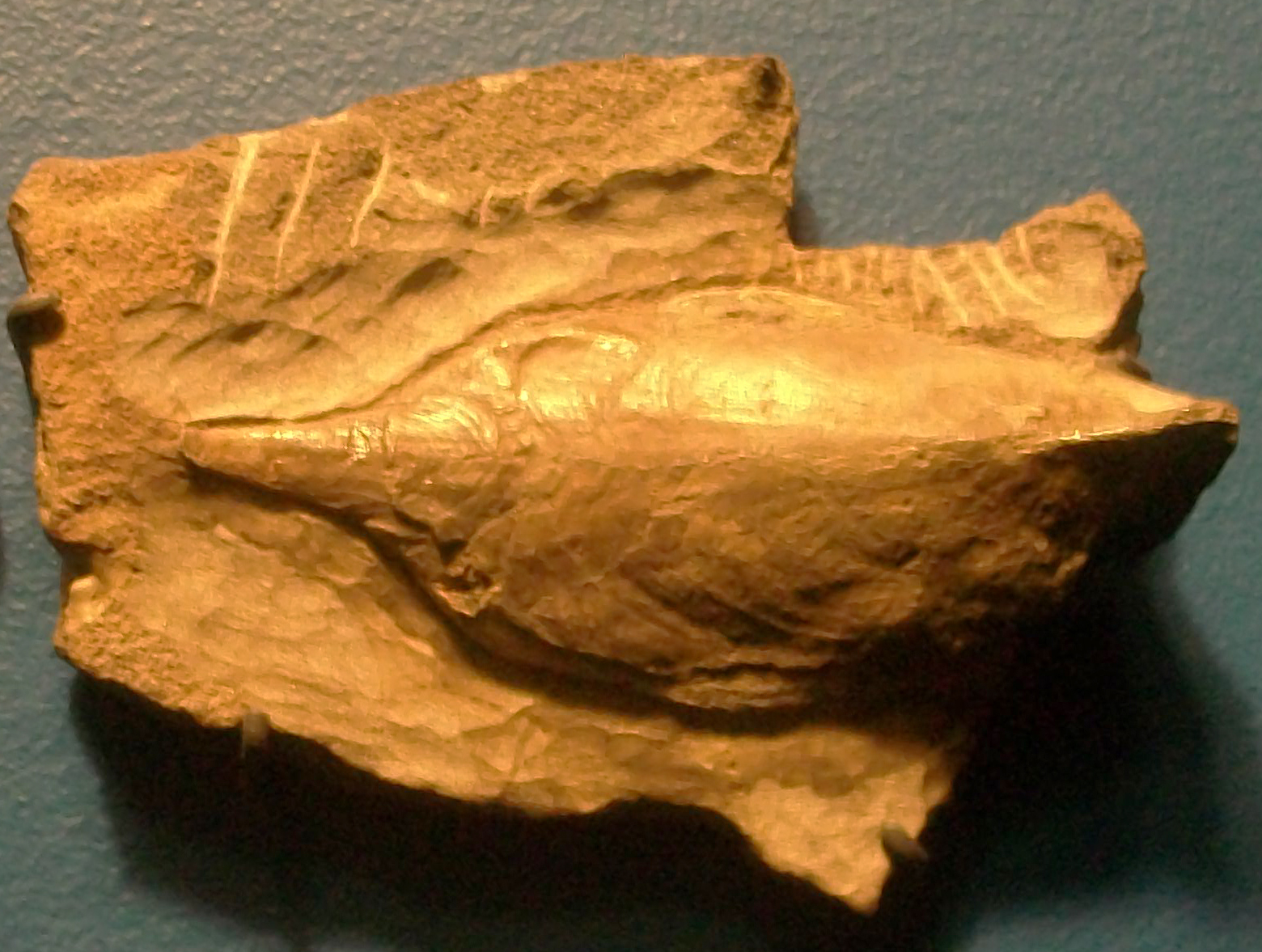
Fossile dello scudo anteriore di Pteraspis crouchi
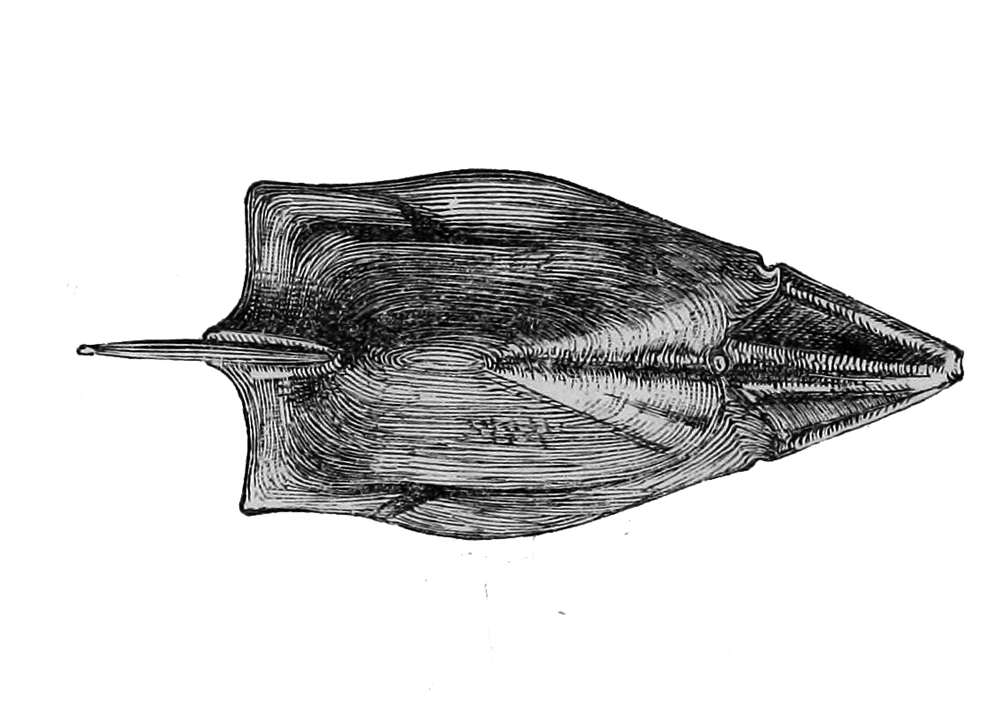
Ricostruzione dello scudo anteriore di Pteraspis rostrata
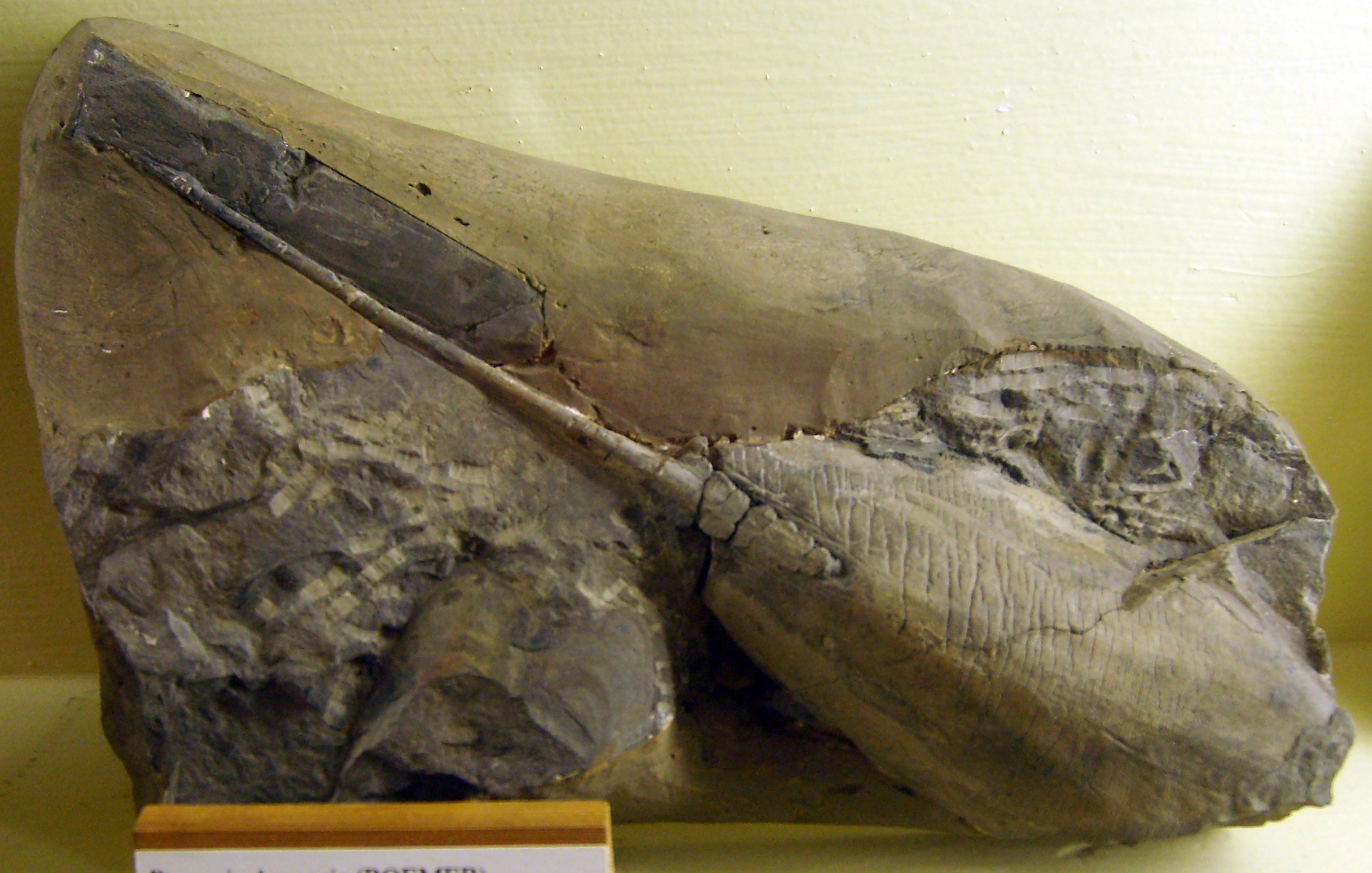
Fossile della parte posteriore del corpo di Pteraspis (Rhinopteraspis) dunensis
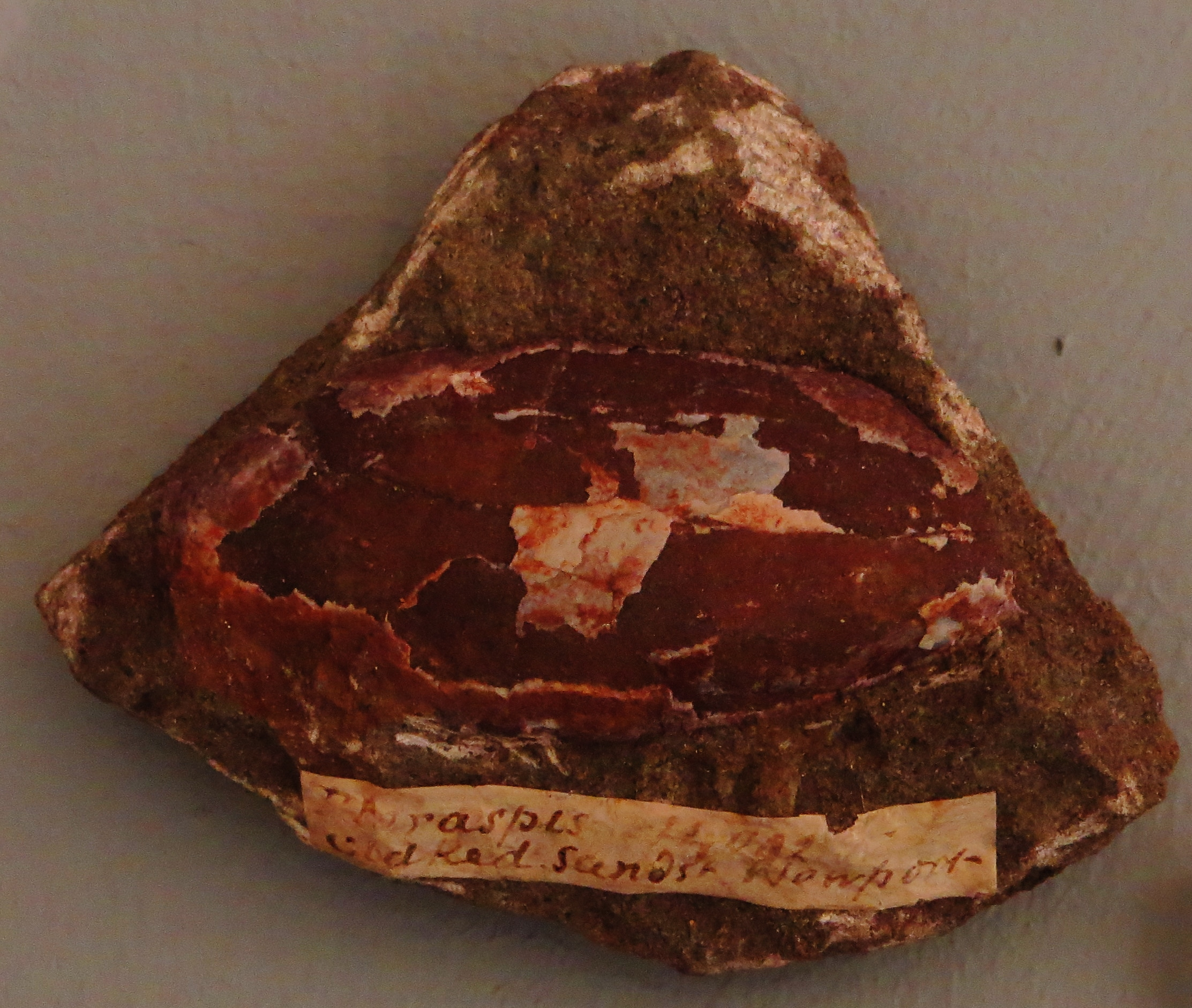
Fossile dello scudo anteriore di Pteraspis rostrata
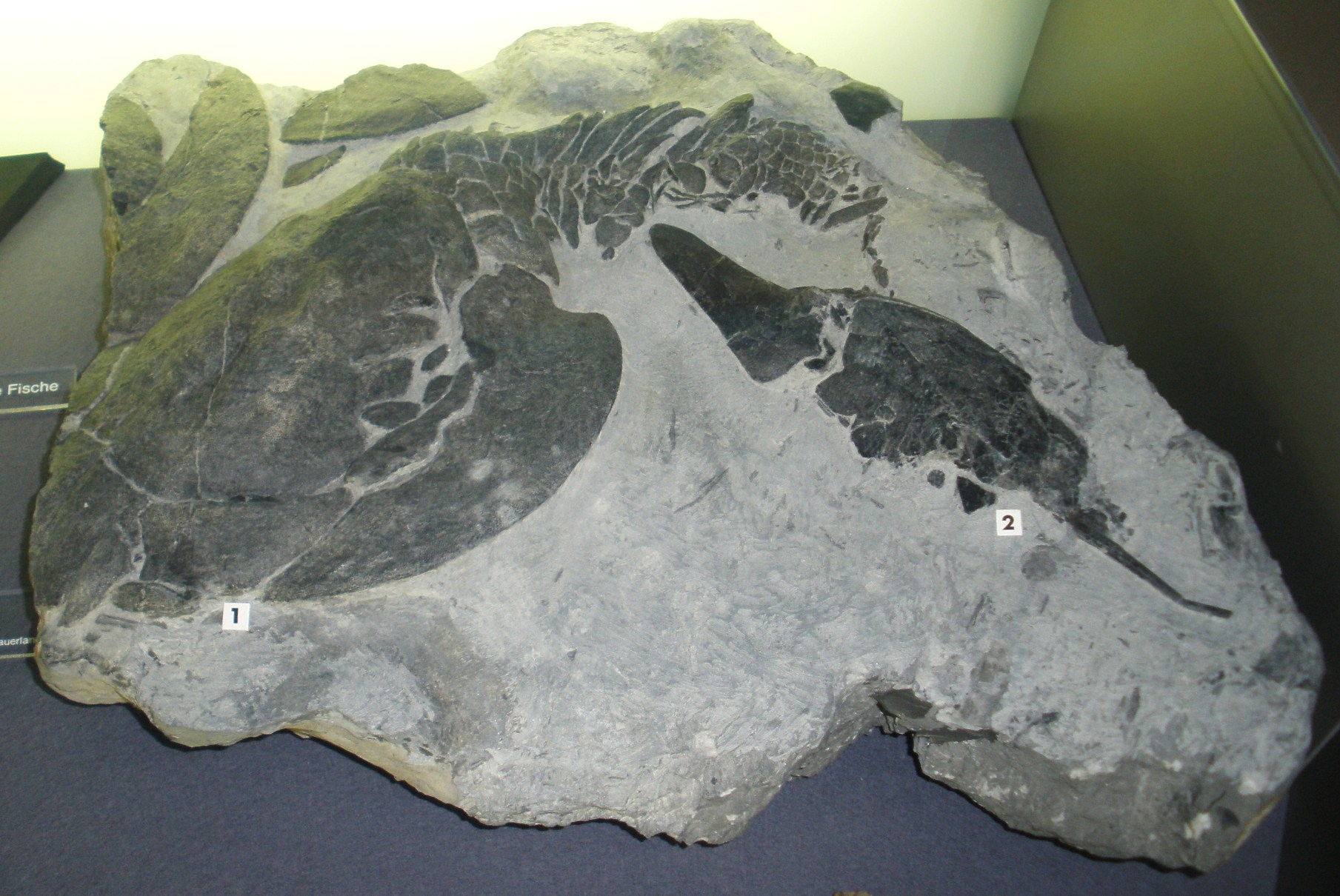
Fossili di Pteraspis e Drepanaspis
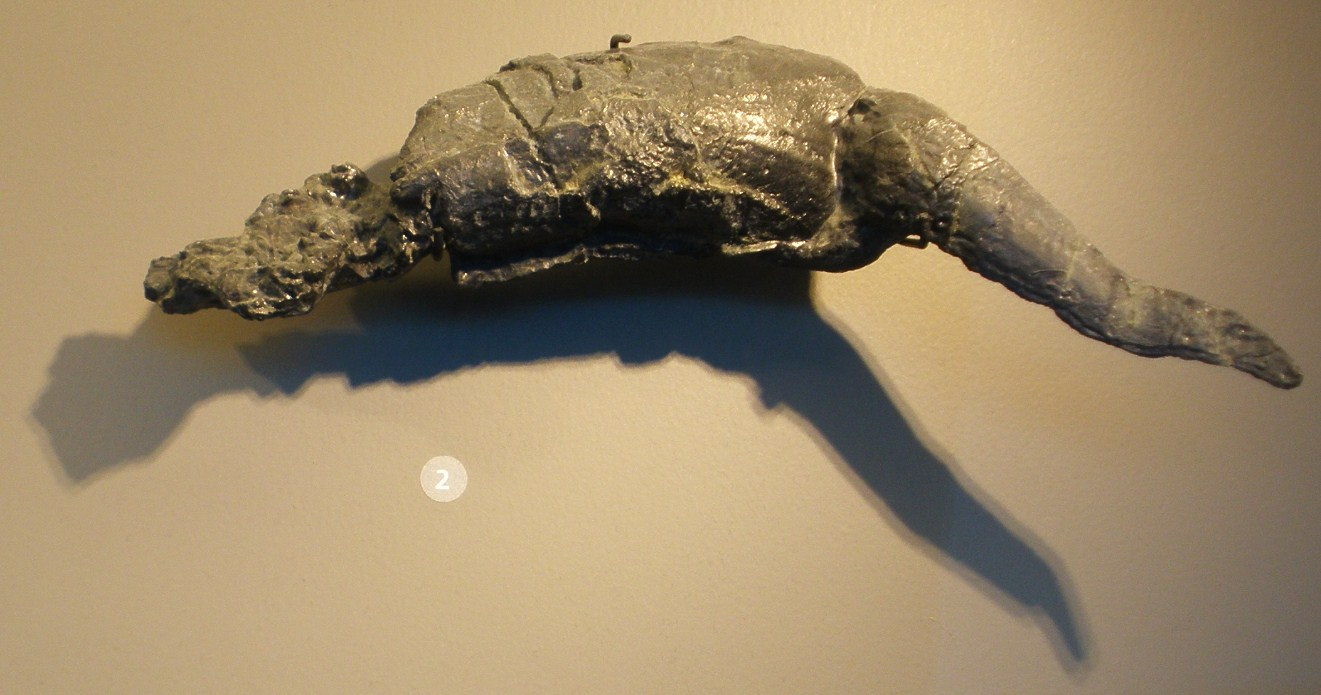
Fossile di Pteraspis (Rhinopteraspis) dunensis